# Riszájkling
A Riszájkling a Rapülők együttes 3. és egyben utolsó 2006-ban kiadott stúdióalbuma, mely a korábban megjelent két nagylemez dalainak újrahangszerelt változatát tartalmazza.
A csapat 2006 januárjában a Papp László Budapest Sportarénában két nagy sikerű telt házas koncertet adott, mely 2006 márciusában DVD-n is megjelent.

## Az együttes tagjai
- „MC Gesztenye”(Geszti Péter) - „szövegmondó kisiparos” (rap)
- „Berkes T. Boy” (Berkes Gábor) – „szinte tizátoros” (szintetizátor)
- „Michel de Lux” (Szentmihályi Gábor) - „dob- és szabadidőprogramok” (dob, dobprogramok)

## CD tracklista
1. Mi Kéne, Ha Volna? (Reggae)
2. Zúg A Volga (Numetal)
3. Jó Reggelt! (Líraibbmintvolt)
4. Piti Wumen (Swing)
5. Lapát (Punkrock)
6. Áj Lav Jú (Latin)
7. Helyi Terminátor (Retro)
8. Némber One (Britpop)
9. Tíz Év Vagy Száz (Ööö...Hmmm...Izé)
10. Lesz Még Rosszabb (70' Disco)
11. Kék Rapszódia (Relax)
12. Túr Dö Flanc (Bigband)

## DVD tracklista
1. Intro
2. Ringasd El Magad
3. Áj Lav Jú
4. Party Zóna
5. Jó Reggelt!
6. Piti Vumen
7. Lapát
8. Kék RAPszódia
9. Helyi Terminátor
10. Mi Kéne, Ha Volna?
11. Átmeneti Csók
12. Szívzuhogás
13. Rapülők mix kórusmű
14. Lesz Még Rosszabb
15. Némber One
16. Áj Lav Jú (Latin)
17. Holiday Rap
18. Túr Dö Flanc
19. Nem Adom Fel
20. Zúg A Volga
21. Lesz Még Rosszabb (Funky)
22. Ringasd El Magad (Remix)

## Extrák
1. Videóklipek (Piti Vumen, Nem Adom Fel, Szívzuhogás, Némber One, Zúg A Volga, Áj La Jú, Holiday Rap)
2. Bónus Videóklip (Tíz Év, Vagy Száz)
3. Rapzaj (1994)
4. Így Készült A Rapülők Koncert - Werkfilm
5. Riszájkling Werk (Munkafilm)
6. Fotóalbum
7. TV Reklámok
8. Koncert Háttérvideók

## A koncerten közreműködő előadók névsora
- Geszti Péter
- Berkes Gábor
- Szentmihályi Gábor
- Szulák Andrea
- Somló Tamás
- Gregor József
- Dobó Kata
- Oroszlán Szonja
- Gubás Gabi
- Auth Csilla
- Szolnoki Péter
- Czernovszki Henriett
- Tunyogi Orsi

## Külső hivatkozások
- Újra Rapülők[2]
- Az album az iTunes zeneáruházban[3]
- Mégis Lesz Riszájkling DVD[4]